# Campionati europei di ciclismo su pista 2019 - Inseguimento individuale femminile
L'inseguimento individuale femminile ai Campionati europei di ciclismo su pista 2019 si è svolta il 18 ottobre 2019 presso il velodromo Omnisport di Apeldoorn, nei Paesi Bassi.

## Podio
| Pos.    | Atleta            | Nazionalità   |
| ------- | ----------------- | ------------- |
| Oro     | Franziska Brausse | Germania      |
| Argento | Lisa Brennauer    | Germania      |
| Bronzo  | Katie Archibald   | Gran Bretagna |

## Risultati

### Qualificazioni
I migliori 2 tempi si qualificano alla finale per l'oro, il terzo e quarto tempo alla finale per il bronzo
| Posizione | Atleta            | Nazione       | Tempo    | Gap     | Note |
| --------- | ----------------- | ------------- | -------- | ------- | ---- |
| 1         | Lisa Brennauer    | Germania      | 3:23.401 |         | Q    |
| 2         | Franziska Brausse | Germania      | 3:26.159 | +2.758  | Q    |
| 3         | Katie Archibald   | Gran Bretagna | 3:27.807 | +4.406  | q    |
| 4         | Kelly Murphy      | Irlanda       | 3:30.687 | +7.286  | q    |
| 5         | Silvia Valsecchi  | Italia        | 3:31.990 | +8.589  |      |
| 6         | Tamara Dronova    | Russia        | 3:32.934 | +9.533  |      |
| 7         | Elinor Barker     | Gran Bretagna | 3:33.443 | +10.042 |      |
| 8         | Coralie Demay     | Francia       | 3:33.463 | +10.062 |      |
| 9         | Martina Alzini    | Italia        | 3:34.562 | +11.161 |      |
| 10        | Lara Gillespie    | Irlanda       | 3:38.277 | +14.876 |      |
| 11        | Ina Savenka       | Bielorussia   | 3:39.382 | +15.981 |      |
| 12        | Hanna Solovey     | Ucraina       | 3:40.395 | +16.994 |      |
| 13        | Anna Nahirna      | Ucraina       | 3:40.628 | +17.227 |      |
| 14        | Andrea Waldis     | Svizzera      | 3:41.473 | +18.072 |      |
| 15        | Léna Mettraux     | Svizzera      | 3:45.330 | +21.929 |      |
| 16        | Tereza Medveďová  | Slovacchia    | 3:45.964 | +22.563 |      |

### Finali
| Posizione            | Atleta            | Nazione       | Tempo    | Gap    |
| -------------------- | ----------------- | ------------- | -------- | ------ |
| Finale per il bronzo |                   |               |          |        |
| 3                    | Katie Archibald   | Gran Bretagna | 3:31.602 |        |
| 4                    | Kelly Murphy      | Irlanda       | 3:32.925 | +1.323 |
| Finale per l'oro     |                   |               |          |        |
| 1                    | Franziska Brausse | Germania      | 3:25.002 |        |
| 2                    | Lisa Brennauer    | Germania      | 3:26.190 | +1.188 |